# اريك فالتر
اريك فالتر (بالإنجليزية: Eric Walther)‏ (و. 1892 – 1959 م) هو عالم نبات أمريكي، ولد في درسدن، توفي في سان فرانسيسكو، عن عمر يناهز 67 عاماً.